# Coppa Val d'Olona 1907
La Coppa Val d'Olona 1907, seconda edizione della corsa, si svolse l'11 agosto 1907 su un percorso di 180 km. La vittoria fu appannaggio dell'italiano Giovanni Rossignoli, che completò il percorso in 6h37'00", precedendo i connazionali Luigi Chiodi e Mario Gaioni.
Sul traguardo di Legnano 6 ciclisti portarono a termine la competizione. 

## Ordine d'arrivo (Top 6)
| Pos. | Corridore           | Squadra | Tempo    |
| ---- | ------------------- | ------- | -------- |
| 1    | Giovanni Rossignoli | Bianchi | 6h37'00" |
| 2    | Luigi Chiodi        | Bianchi | s.t.     |
| 3    | Mario Gaioni        | -       | s.t.     |
| 4    | Belcredi Gobbi      | -       | a 6'00"  |
| 5    | Giovanni Libero     | -       | a 7'00"  |
| 6    | Attilio Alberti     | -       | a 17'00" |